# Bleu céleste B
Pour les articles homonymes, voir bleu céleste.
Le bleu céleste B ou bleu célestin est un composé organique à structure phénoxazine utilisé comme colorant. Il est référencé dans le Colour Index sous le numéro C.I. 51050 et sous la dénomination « C.I. Mordant Blue 14 ».
C'est un colorant histologique pour lequel plusieurs usages sont décrits. Il a notamment été proposé pour remplacer l'hématoxyline dans la coloration HE en cas de pénurie.